# Out of the Woods
Out of the Woods is een nummer van de Amerikaanse zangeres Taylor Swift uit 2016. Het is de zesde single van haar vijfde studioalbum 1989.
"Out of the Woods" is geïnspireerd uit de synthpop uit de jaren '80. Dit idee ontstond volgens producer Jack Antonoff toen hij en Swift praatten over films van John Hughes, en de muziek die in deze films werd gebruikt. Volgens Swift gaat het nummer over de "kwetsbaarheid en breekbare aard" van relaties. Er wordt gespeculeerd dat het gaat over de breuk tussen Swift en Harry Styles. Styles heeft er zelf ook weet van dat het nummer mogelijk over hem gaat.
Het nummer werd in een aantal landen een (bescheiden) hit. Zo bereikte het de 18e positie in de Amerikaanse Billboard Hot 100. In Nederland bereikte het de 5e positie in de Tipparade, terwijl de Vlaamse Ultratop 50 een 50e positie liet zien.